# Tony Hawk's Pro Skater 4
Tony Hawk's Pro Skater 4 is het vierde spel uit de Tony Hawk computerspelserie dat verscheen in 2004.
Nieuw in dit deel is dat de speler oneindig veel tijd heeft om het level te verkennen, pas bij opdrachten komt er tijd bij kijken. Deze manier wordt later ook gebruikt in de Story Mode (verhaalmodus) van verdere delen.
Tevens nieuw is de Spine Transfer, waarmee je soepel over twee met de rug tegen elkaar geplaatste Quater-pipes kan manoeuvreren. Ook nieuw toegevoegd zijn Freestyle tricks, die in de voorgaande delen altijd Special-manual tricks waren.

## Personages
- Tony Hawk
- Bob Burnquist
- Steve Caballero
- Kareem Campbell
- Rune Glifberg
- Eric Koston
- Bucky Lasek
- Bam Margera
- Rodney Mullen
- Chad Muska
- Andrew Reynolds
- Geoff Rowley
- Elissa Steamer
- Jamie Thomas
- Mike Vallely (vrijspeelbaar personage)
- Jango Fett (vrijspeelbaar personage)
- Eddie (Iron Maiden's mascotte, vrijspeelbaar personage)
- Daisy (vrijspeelbaar personage)
- Weeman (vrijspeelbaar personage, tevens enige vrijspeelbare personage op de PlayStation versie)

## Tracks
- AC/DC – "TNT"
- Aesop Rock – "Labor"
- Agent Orange – "Speed Kills" (Darkness versie)
- Avail – "Simple Song"
- The Bouncing Souls – "Manthem"
- City Stars - "Bad Dream"
- The Cult – "Bad Fun"
- De La Soul – "Oodles of O's"
- Delinquent Habits – "House of the Rising Drum"
- The Distillers – "Seneca Falls"
- Eyedea & Abilities – "Big Shots"
- The Faction – "Skate and Destroy"
- Flogging Molly – "Drunken Lullabies"
- Gang Starr – "Mass Appeal"
- Goldfinger – "Spokesman"
- Haiku D'Etat – "Non Compos Mentis"
- Hot Water Music – "Freightliner"
- Iron Maiden – "The Number of the Beast"
- JFA – "Beach Blanket Bongout"
- Lunchbox Avenue – "Standing Still" (bonustrack op versies voor PC en Mac)
- Lunchbox Avenue – "Everything and Anything" (bonustrack op versies voor PC en Mac)
- Less Than Jake – "All My Best Friends Are Metalheads"
- Lootpack – "Whenimondamic"
- Muskabeatz & Biz Markie – "Bodyrock"
- Muskabeatz & Jeru the Damaja – "Versus of Doom"
- Muskabeatz & Melle Mel – "I'm a Star"
- N.W.A. – "Express Yourself"
- Nebula – "Giant"
- The Offspring – "Blackball"
- Public Enemy – "By the Time I Get to Arizona"
- Rocket from the Crypt – "Savoir Faire"
- Run-DMC – "My Adidas"
- Sex Pistols – "Anarchy in the UK"
- System Of A Down – "Shimmy"
- Toy Dolls – "Dig That Groove Baby"
- U.S. Bombs – "Yer Country"
- Zeke (band) – "Death Alley"

## Platforms
| Jaar | Platform                                                     |
| ---- | ------------------------------------------------------------ |
| 2002 | Game Boy Advance, GameCube, PlayStation, PlayStation 2, Xbox |
| 2003 | Macintosh, Windows                                           |
| 2004 | Zodiac                                                       |